# Omanski zaliv
Omanski zaliv, tudi Omansko morje (arabsko خليج عمان khalīj ʿumān; perzijsko دریای عمان daryâ-ye omân), je znan tudi kot Makranski zaliv ali Makransko morje (arabsko خلیج مکران khalīj makrān; perzijasko دریای مکران daryâ-ye makrān), je zaliv, ki povezuje Arabsko morje s Hormuško ožino, ki se nato izliva v Perzijski zaliv. Na severu meji na Iran in Pakistan, na jugu na Oman in na zahodu na Združene arabske emirate.

## Obseg
Mednarodna hidrografska organizacija opredeljuje meje Omanskega zaliva na naslednji način:
- Na severozahodu: črta, ki povezuje Ràs Limah (25°57'N) na obali Arabije in Ràs al Kuh (25°48'N) na obali Irana.
- Na jugovzhodu: severna meja Arabskega morja [črta, ki povezuje Ràs al Hadd, vzhodno točko Arabije (22°32'S) in Ràs Džijùni (61°43'V) na obali Pakistana].

## Izključna ekonomska cona
Izključne ekonomske cone v Perzijskem zalivu so:
| Št.    | Država                   | Površina (km2) |
| ------ | ------------------------ | -------------- |
| 1      | Oman                     | 108.779        |
| 2      | Iran                     | 65.850         |
| 3      | Združeni arabski emirati | 4371           |
| 4      | Pakistan                 | 2000           |
| Skupno | Perzijski zaliv          | 181.000        |

## Meje
Dolžina obale mejnih drža:
1. Iran - 850 km obale
2. Oman - 750 km obale
3. Združeni arabski emirati - 50 km obale
4. Pakistan - 50 km obale

## Druga imena v zgodovini
Omanski zaliv so zgodovinsko in geografsko omenjali z različnimi imeni arabski, iranski, indijski, pakistanski in evropski geografi in popotniki, vključno z Makranskim morjem in Akzarskim morjem.
- Makransko morje
- Ahzarsko morje
- Perzijsko morje (sestavljeno iz celotnega Perzijskega zaliva in Omanskega zaliva)

Do 18. stoletja je bilo znano kot Makransko morje in je vidno tudi na zgodovinskih zemljevidih in v muzejih.

## Glavna pristanišča
- Pristanišče Fudžajra, Fudžajra, Združeni arabski emirati
- Kontejnerski terminal Kavr Fakan, Združeni arabski emirati
- Pristanišče Čabahar, Iran
- Pristanišče Sultan Kabus, Mutrah, Oman

## Mednarodna trgovina
Zahodna stran zaliva se povezuje s Hormuško ožino, strateško potjo, skozi katero gre tretjina svetovnega utekočinjenega zemeljskega plina in 20 % svetovne porabe nafte od proizvajalcev na Bližnjem vzhodu.

## Ekologija
Leta 2018 so znanstveniki potrdili, da Omanski zaliv vsebuje eno največjih morskih mrtvih območij na svetu, kjer je v oceanu malo ali nič kisika in morske divje živali ne morejo obstajati. Mrtva cona obsega skoraj celotnih 165.000 kvadratnih kilometrov Omanskega zaliva, kar ustreza velikosti Floride v Združenih državah Amerike. Vzrok je kombinacija povečanega segrevanja oceanov in povečanega odtekanja dušika in fosforja iz gnojil.

## Mednarodni podvodni železniški predor
Leta 2018 je bil predlagan železniški predor pod morjem, ki bi povezal ZAE z zahodno obalo Indije. Predor hitrega vlaka bi bil podprt s pontoni in bi bil dolg skoraj 2000 kilometrov.

## V popularni kulturi
V seriji videoiger Battlefield je Omanski zaliv zemljevid, ki se uporablja v igrah Battlefield 2, Battlefield 3, Battlefield Play4Free in Battlefield 4 z ameriškim korpusom (USMC), ki napade obalo Omana z izmišljeno bližnjevzhodno koalicijo (MEC). Branijo ga v Battlefield 2 in z ruskimi kopenskimi silami, ki ga branijo v Play4Free, Battlefield 3 in Battlefield 4.